# Тадеуш Кутшеба
Таде́уш Кутше́ба (пол. Tadeusz Kutrzeba; 15 квітня 1886 — 8 січня 1947) — генерал армії часів Другої Польської Республіки. Він служив генерал-майором польської армії в загальному командуванні армією «Познань» під час вторгнення німців до Польщі 1939 року.

## Біографія
Тадеуш Кутшеба народився в Кракові, Австро-Угорщини, з 1795 року, поділу Польщі. Його батько був капітаном Австрійської імператорської армії. У 1896 році він був прийнятий у військову школу для дітей у Фішау поблизу Вінер-Нойштадта. Потім продовжив навчання в місті Граніце. Кутшеба закінчив середню освіту в 1903 році. З відзнакою закінчив Імператорську та Королівську технічну військову академію в Медлінгуі був введений у званні лейтенанта підрозділу з вибухонебезпеки. Зважаючи на успішність у школі, він отримав можливість обрати місце свого першого розміщення. Він вирішив повернутися до рідного Кракова, куди був направлений з 1906 по 1910 рік. У 1910 році Кутшеба продовжив військову освіту у Відні, вивчаючи машинобудування, і був підвищений до звання лейтенанта в 1911 році. З 1913 по 1914 рік він був призначений до Сараєво, де він став безпосереднім каталізатором початку Першої світової війни: вбивством ерцгерцога Фердинанда.

## Друга світова війна
Під час вторгнення в Польщу в 1939 році генерал Кутшеба командував Познанською армією, що складалася з чотирьох піхотних дивізій (14, 17, 25, 26) та двох кавалерійських бригад (Великопольська та Подільська). Він розробив польський план контратаки битви під Бзурою та командував Познанською та Поморською арміями під час битви. Після цього він пробився до Варшави і 22 вересня прибув до столиці, де ненадовго став заступником командувача армією Варшави. За вказівкою генерал-майора Юліуша Руммеля (командувача армією Варшави) він розпочав переговори про капітуляцію з німецькою 8-ю армією. 28 вересня він підписав офіційні документи про здачу.
Після облоги Варшави він був схоплений німцями, а решту війни провів у кількох таборах для військовополонених : Гогенштейні, Кенігштейні та Офлагу VII-A Мурнау. Генерал Кутшеба залишався військовополоненим до квітня 1945 р. Коли Офлаг VII-А Мурнау був звільнений американськими силами.
Генерал Кутшеба прибув на переговори про капітуляцію польської столиці з генералом Йоганнесом Бласковіцем, командуючим німецькою 8-ю армією, 1939
Генерал Кутшеба незадовго до підписання капітуляції Варшави в 1939 році.
У квітні 1945 року його покликали до Лондона, де йому запропонували посаду міністра оборони в уряді в еміграції, але він відмовився. Натомість він вирішив очолити історичну комісію, яка зосередилася на військовій кампанії Польської армії у вересні 1939 року та внеску польських солдатів, які воювали на Заході з 1939 по 1945 рік.

## Військові підвищення (Друга Польська Республіка)
- Майор (1919)
- Підполковник (1920)
- Полковник (1922)
- Бригадний генерал (1927)
- Генерал-майор (1939)

## Смерть
Генерал Кутшеба отримав можливість повернутися до Польщі. Однак через погане самопочуття він не зміг подорожувати. Генерал Кутшеба помер у Лондоні 8 січня 1947 р. Як повідомляється, причиною його смерті був рак.

## Почесні відзнаки та нагороди

### Польща
- Командорський хрест Virtuti Militari (Військова Доброчесність), раніше нагороджений лицарським хрестом і срібним хрестом (1921)
- Командорський хрест ордена Polonia Restituta (1930), раніше нагороджений офіцерським хрестом
- Хрест доблесті - тричі
- Золотий хрест заслуг

### Інше
- Офіцер Почесного легіону (Франція)
- Командорський хрест ордена Зірки Румунії
- Командорський хрест ордена Корони (Бельгія)
- Хрест Свободи, II клас (Естонія)
- Орден Хреста Орла, II клас (1932, Естонія)
- Орден Лачплесіса третього класу (Латвія)
- Академічний Золотий лавр Польської академії літератури[2]